# Anlagenintensität
Anlagenintensität (Anlagequote) ist eine betriebswirtschaftliche Kennzahl, die das Verhältnis von Anlagevermögen zum Gesamtvermögen eines Unternehmens wiedergibt.

## Allgemeines
Die Anlagenintensität gehört im Rahmen der Vermögensanalyse zu den Kennzahlen der vertikalen Vermögensstruktur, weil sie den Anteil des Anlagevermögens am Gesamtvermögen ermittelt. Die Anlagenintensität misst gleichzeitig, wie viel des Gesamtkapitals im Anlagevermögen gebunden ist. Das einem Unternehmen dauernd zur Verfügung stehende Anlagevermögen steht im Mittelpunkt dieser Kennzahl, weil es langfristig Kapital bindet, das fixe Kosten wie Zinsaufwand (beim Fremdkapital) und Abschreibungen verursacht oder Dividendenzahlungen (beim Eigenkapital) auslöst. Zinsaufwand und Abschreibungen mindern den Gewinn, so dass nur betriebsnotwendiges Vermögen für den Produktionsprozess zur Verfügung stehen sollte. 

## Berechnung
Aus dem Jahresabschluss wird das Anlagevermögen für den Zähler, das Gesamtvermögen oder die Bilanzsumme für den Nenner der Formel übernommen. Der Zähler sollte nicht dadurch verkleinert werden, dass nur das Sachanlagevermögen ausgewählt wird, da auch Beteiligungen und immaterielles Anlagevermögen durch Kapital gebunden sind. Die so ermittelte Kennzahl nennt man üblicherweise "Anlagenintensität", manchmal zur genaueren Unterscheidung auch „Anlagenintensität I“: 
{\displaystyle \mathrm {Anlagenintensit{\ddot {a}}t\,I} ={\frac {\mathrm {Anlageverm{\ddot {o}}gen} }{\mathrm {Gesamtverm{\ddot {o}}gen} }}}
Zuweilen wird noch eine Anlagenintensität II ermittelt:
{\displaystyle \mathrm {Anlagenintensit{\ddot {a}}t\,II} ={\frac {\mathrm {Sachanlageverm{\ddot {o}}gen} }{\mathrm {Gesamtverm{\ddot {o}}gen} }}}

Die Komplementärgröße zur Anlagenintensität I ist die Umlaufintensität. Sie stellt das Umlaufvermögen dem Gesamtvermögen gegenüber.
Je höher die Kennzahl der Anlagenintensität I ausfällt, umso größer ist der Anteil der betrieblichen Anlagen am Gesamtvermögen eines Unternehmens. Da das Anlagevermögen idealerweise ganz oder überwiegend durch Eigenkapital finanziert sein sollte, geht mit einer hohen Anlagenintensität meist auch eine hohe Eigenkapitalquote einher. Anlagenintensive Betriebe weisen eine hohe Anlagenintensität auf und unterliegen der Gefahr, bei Schwankungen des Beschäftigungsgrades unausgelasteten Kapazitäten mit der Folge von Leerkosten ausgesetzt zu sein. Insbesondere fixe Kosten wie Zinsaufwand und Abschreibungen werden bei Unterbeschäftigung ganz oder teilweise nicht mehr durch den Umsatzprozess generiert und können zu Verlusten führen (so genannter operating leverage). Diese fixen Kosten zwingen das Unternehmen dauernd zur vollen Auslastung seiner Kapazität, damit die fixen Kosten des Anlagevermögens auf eine möglichst große Anzahl von Produkten verteilt und deshalb je Erzeugnis (Stückkosten) möglichst niedrig gehalten werden (Fixkostendegression). Eine niedrige Anlagenintensität kann umgekehrt Kapazitätsengpässe in der Produktion verursachen, auf Investitionsstaus oder auf Sale-Lease-Back zurückzuführen sein. Je geringer die Anlagenquote ist, umso elastischer kann sich ein Unternehmen den veränderten Marktverhältnissen anpassen. Die Anlagenintensität ist daher zugleich ein Maßstab für die Anpassungsfähigkeit oder Flexibilität eines Unternehmens.
Die Kennzahl ist sehr branchenabhängig, weshalb sie zwischen 10 % und 70 % je nach Branche schwanken kann. Zu den anlagenintensiven Betrieben gehören das maschinenintensive produzierende Gewerbe, Transport-, Infrastruktur- oder Telekommunikationsunternehmen. Da auch Beteiligungen zum Anlagevermögen gehören, weisen Holdings eine sehr hohe Anlagenintensität aus. Eine sehr niedrige Anlagenintensität ist im Handel und im Baugewerbe vorzufinden, weil der Produktionsfaktor Arbeit vorherrscht (siehe Arbeitsintensität).

## Betriebswirtschaftliche Aspekte
Die Anlagenintensität kann auch unter dem Gesichtspunkt der Maschinenlaufgeschwindigkeit gesehen werden. Insbesondere bei der Fließbandfertigung und bei Fertigungsstraßen kann die Geschwindigkeit von Fließbändern im Rahmen der intensitätsmäßigen Anpassung verändert werden, was sich auf die Produktionsmenge, die Nutzungszeit (Maschinen) und Arbeitszeit (Personal) sowie auf die Personalkosten auswirkt. Diese Anpassungsform kann eingesetzt werden, ohne dass eine Veränderung der Kapazitäten erforderlich ist.